# Bandara parallela
Bandara parallela är en insektsart som beskrevs av Knull 1946. Bandara parallela ingår i släktet Bandara och familjen dvärgstritar. Inga underarter finns listade i Catalogue of Life.